# Alejandro González (Tennisspieler)
Alejandro González (* 7. Februar 1989 in Medellín) ist ein kolumbianischer Tennisspieler.

## Karriere
Alejandro González gewann im März 2013 im ecuadorianischen Salinas seinen ersten Einzeltitel auf der ATP Challenger Tour. Im Finale schlug er den Argentinier Renzo Olivo in drei Sätzen. Zuvor konnte er bereits sieben Einzel- und sechs Doppeltitel auf der ITF Future Tour feiern sowie drei Doppeltitel auf der ATP Challenger Tour. Beim ATP-Turnier in Bogotá im Juli 2013, spielte er erstmals in der höchsten Kategorie des Tennissports. In der ersten Runde traf er auf den Franzosen Adrian Mannarino, gegen den er knapp in drei Sätzen verlor. Obwohl González den zweiten Satz deutlich mit 6:0 gewann, gelang ihm die Sensation nicht. Am 28. Juli 2013 folgte dann sein zweiter Titel auf der Challenger Tour. Beim Turnier in Medellín besiegte er im Finale Guido Andreozzi in zwei Sätzen. Dadurch machte er in der ATP-Weltrangliste gegenüber dem Jahresbeginn rund 100 Plätze gut. Nach seiner Finalteilnahme bei den ATP Challenger Tour Finals wurde er im Einzel am 18. November 2013 mit Rang 91 erstmals unter den Top 100 notiert. Seine beste Platzierung erreichte er im Juni 2014 mit Position 70. 2017 spielte er erstmals für die kolumbianische Mannschaft im Davis Cup.

## Erfolge
| Legende (Anzahl der Siege)  |
| Grand Slam                  |
| ATP World Tour Finals       |
| ATP World Tour Masters 1000 |
| ATP World Tour 500          |
| ATP World Tour 250          |
| ATP Challenger Tour (9)     |

### Einzel

#### Turniersiege
| Nr. | Datum            | Turnier   | Belag | Finalgegner     | Ergebnis       |
| --- | ---------------- | --------- | ----- | --------------- | -------------- |
| 1.  | 2. März 2013     | Salinas   | Sand  | Renzo Olivo     | 4:6, 6:3, 7:67 |
| 2.  | 28. Juli 2013    | Medellín  | Sand  | Guido Andreozzi | 6:4, 6:4       |
| 3.  | 4. August 2013   | São Paulo | Sand  | Eduardo Schwank | 6:2, 6:3       |
| 4.  | 26. Oktober 2014 | Córdoba   | Sand  | Máximo González | 7:5, 1:6, 6:3  |

### Doppel

#### Turniersiege
| Nr. | Datum              | Turnier      | Belag     | Partner               | Finalgegner                        | Ergebnis         |
| --- | ------------------ | ------------ | --------- | --------------------- | ---------------------------------- | ---------------- |
| 1.  | 19. Juli 2008      | Manta        | Hartplatz | Eduardo Struvay       | Víctor Estrella Alejandro Fabbri   | 7:5, 3:6, [10:7] |
| 2.  | 27. September 2009 | Bogotá       | Sand      | Alejandro Falla       | Diego Álvarez Sebastián Decoud     | 5:7, 6:4, [10:8] |
| 3.  | 7. Juli 2012       | Panama-Stadt | Sand      | Júlio César Campozano | Daniel Kosakowski Peter Polansky   | 6:4, 7:5         |
| 4.  | 10. November 2013  | Bogotá (2)   | Sand      | Juan Sebastián Cabal  | Nicolás Barrientos Eduardo Struvay | 6:3, 6:2         |
| 5.  | 6. August 2016     | Granby       | Hartplatz | Guilherme Clezar      | Saketh Myneni Sanam Singh          | 3:6, 6:1 [12:10] |